# لوموستین
لوموستین (به انگلیسی: lomustine) یا ("CCNU")
رده درمانی: داروهای درمان نئوپلاسم نیتروزآمین آلکیلان
اشکال دارویی: کپسول

## موارد مصرف
لوموستین در شیمی درمانی تومورهای مغزی، دستگاه گوارش، ریه، کلیه، پستان، مولتیپل میلوما و ملانومای بدخیم به کار می‌رود.

## مکانیسم اثر
لوموستین از دسته داروهای آلکیله کننده‌است و به همراه متابولیت‌هایش با مهار واکنش‌های آنزیمی، ساختDNA سلولهای سرطانی در حال تکثیر را مهار می‌کند. لوموستین به خوبی محلول در چربی است و به راحتی از سد خونی مغزی عبور می‌کند و لذا انتخاب مناسبی در درمان تومورهای مغزی است.

## عوارض جانبی
تضعیف سیستم ایمنی، کاهش سلول‌های خونی و عفونت از عوارض شایع این دارو است .